# Omiodes localis
Omiodes localis là một loài bướm đêm thuộc họ Crambidae. Nó là loài đặc hữu của Kauai, Oahu, Molokai, Maui, Lanai và Hawaii.

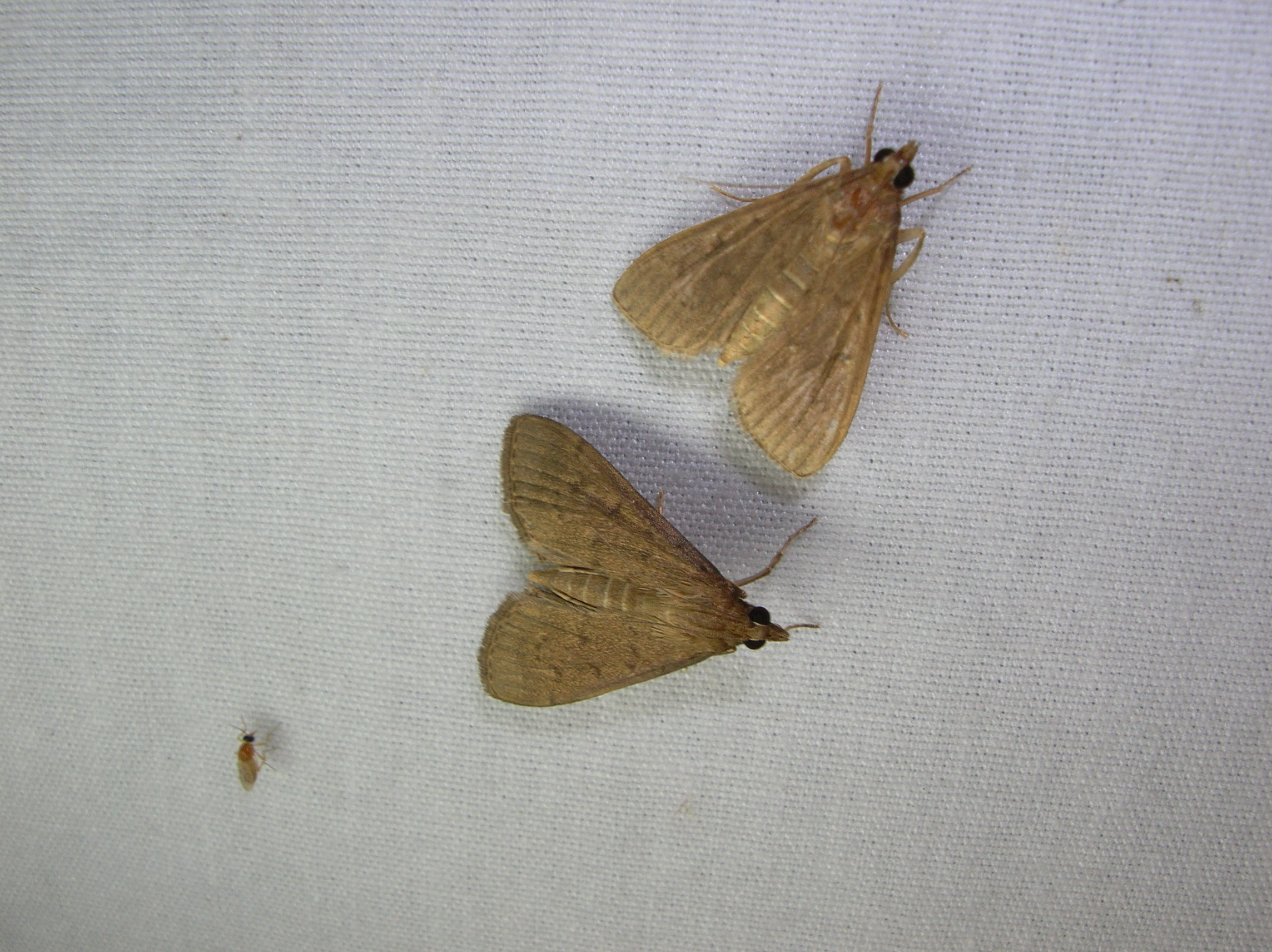

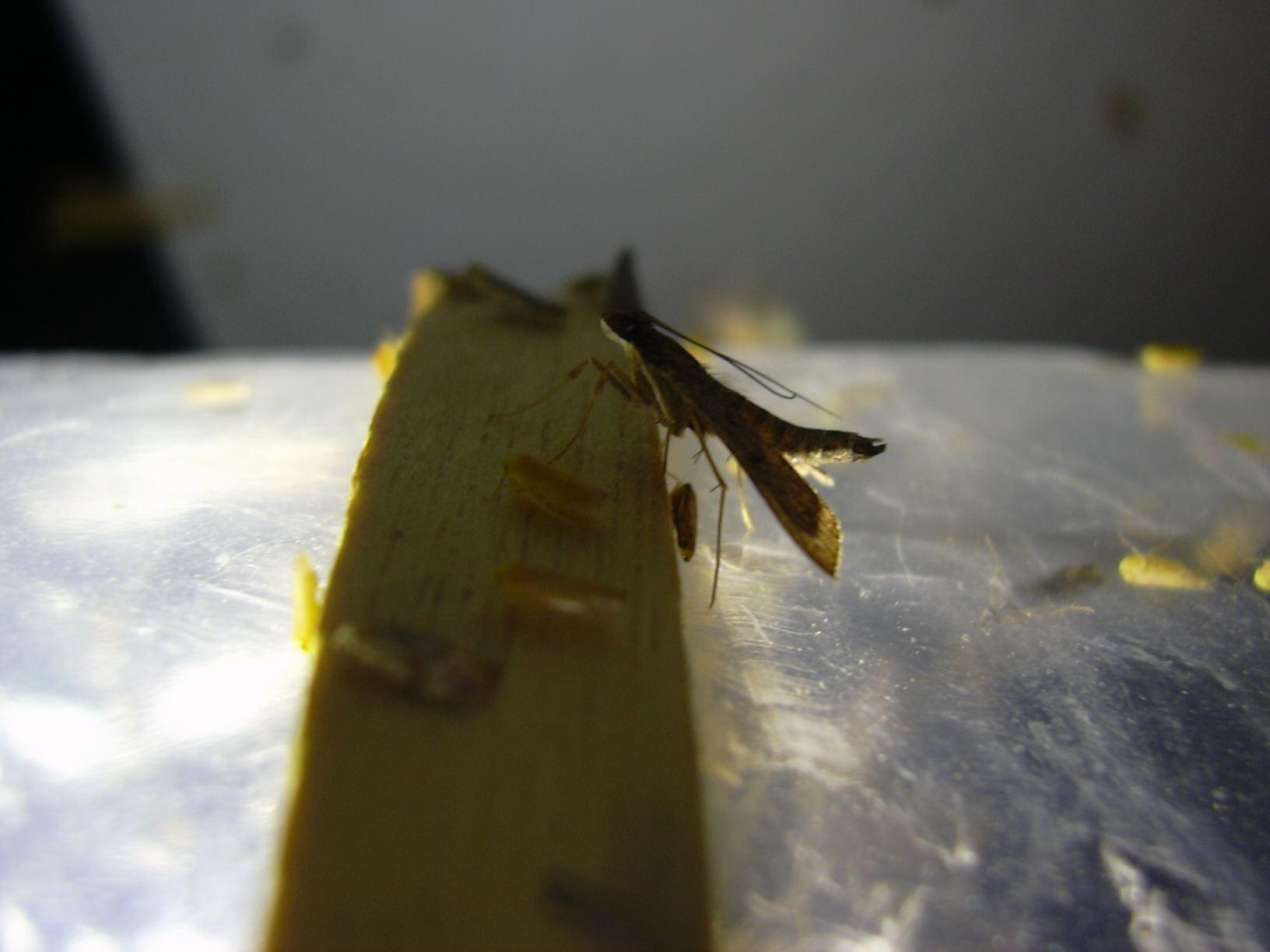

Ấu trùng ăn Digitaria pruriens, Oplismenus compositus, Paspalum conjugatum và thỉnh thoảng cây mía đường.

## Hình ảnh

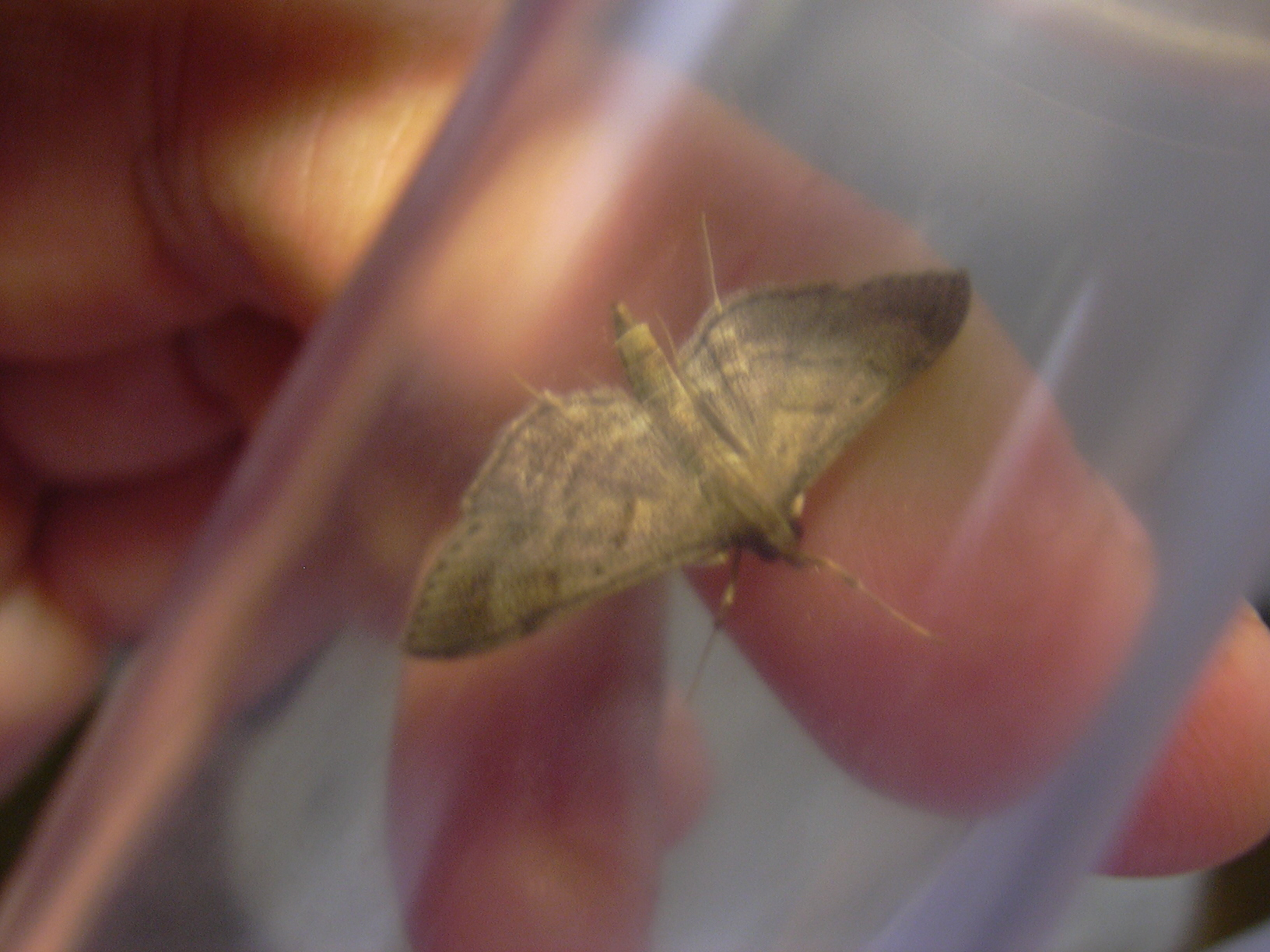